# Shi Haoyu
Shi Haoyu (14 de octubre de 2001) es un deportista chino que compite en natación sincronizada. Ganó siete medallas en el Campeonato Mundial de Natación entre los años 2022 y 2024.

## Palmarés internacional
| Campeonato Mundial | Campeonato Mundial | Campeonato Mundial | Campeonato Mundial |
| Año                | Lugar              | Medalla            | Prueba             |
| ------------------ | ------------------ | ------------------ | ------------------ |
| 2022               | Budapest (Hungría) | Medalla de bronce  | Dúo técnico mixto  |
| 2022               | Budapest (Hungría) | Medalla de bronce  | Dúo libre mixto    |
| 2023               | Fukuoka (Japón)    | Medalla de oro     | Rutina acrobática  |
| 2023               | Fukuoka (Japón)    | Medalla de oro     | Dúo libre mixto    |
| 2023               | Fukuoka (Japón)    | Medalla de bronce  | Dúo técnico mixto  |
| 2024               | Doha (Catar)       | Medalla de oro     | Dúo libre mixto    |
| 2024               | Doha (Catar)       | Medalla de plata   | Dúo técnico mixto  |